# Cathy Plasman
Cathy A.D. Plasman, née le 31 octobre 1964 à Geel est une femme politique belge flamande, membre du sp.a.
Elle est ingénieur agronome et fonctionnaire.

## Fonctions politiques
- Conseillère communale de Gand.
- Députée fédérale du 2 juillet 2009 au 6 mai 2010, remplaçant Freya Van den Bossche.